# Mahanasar
Mahanasar fou una fortalesa del Mazanderan a uns 20 km al nord-est d'Amol i propera a la mar, que estava construïda en una altura al mig de la mar (una mena d'illa) i l'aigua les protegia completament per un costat i ajudava als altres tres; el 1392 a mes a mes, nombrosos arbres tallats s'havien acumulat per formar una segona muralla. Es creia que era una fortlesa inaccessible. Al segle xix es van ajuntar tres poblacions properes per formar una de sola.

## Setge d'Amol (1392)
Tres dies després de sortir d'Astarabad, Tamerlà va arribar a un bosc tan espès que gairebé el vent no podia passar entre els arbres. Els soldats van rebre ordre d'obrir camí a base de tallar arbres i així es va fer i van poder arribar a Sari. Els sayyids s'oposaven al seu pas i van presentar resistència però foren derrotats a la batalla de Karatughan (24 de setembre de 1392). El sayyid Kamal al-Din de Sari va haver de fugir i es va refugiar amb el sayyid Razi al-Din d'Amol, marxant ambdós a la fortalesa de Mahanasar on es van tancar amb les seves famílies i tots els seus bens. Fins i tots els rics locals i els comerciants estrangers que estaven al país es van tancar allí amb tots els seus bens confiant en la inaccessibilitat de la fortalesa.
Tamerlà es va dirigir a Amol on va trobar al sayyid Ghiyath al-Din i el va convidar a anar a amenaçar al seu pare que havia de rendir-se; com que eren xiïtes (alides) els va humiliar i menysprear i va rebutjar per a ells els noms de sayyid o de xerif. Una vegada el príncep va marxar a reunir-se amb el seu pare per portar-li el missatge, Tamerlà es va dirigir cap a la fortalesa; el territori estava ple de maresmes i era complicat; tots els materials que es trobaven, com pedres o fustes, es tiraven a les maresmes per omplir-les però costava molt, i només avançaven uns pocs quilòmetres al dia (menys de 5); els boscos van patir ja que eren tallats pels homes de Timur per servir per cobrir les maresmes, fins al punt de que boscos abans espessos en els que no corria l'aire ni es veia el sol, van esdevenir clars.
El 22 d'octubre de 1392 exploradors dels dos bàndols es van enfrontar; en el combat va morir Hubbi Khoja (fill de l'amir Shaikh Bahadur). Tres dies després Sayyid Kamal al-Din i Mawlana Amad al-Din van sortir i es van postrar als peus de Timur demanant clemència, perdó i una treva; els fou acordat a canvi d'una part del tresor de cadascú que estava refugiat a la fortalesa i de que deixessin un fill com a ostatge a la cort i en tal cas els donava paraula sobre la seva seguretat. Però quan van tornar a la fortalesa i van explicar les condicions, la majoria les va refusar i van fer sonar timbals de guerra. Tamerlà va enviar aleshores a Pirak Pasha, Arghun Shah de Burdalik, Nadir Shah de Caraghul i Shaikh Ali d'Amuye amb els patrons de barques del Jihun i amb uns focs artificials; després la fortalesa va quedar assetjada i les barques subjectes a una pluja de fletxes enceses i bols (godrons) amb brea inflamada de manera que la mar Càspia semblava un mar de foc. L'atac fou tan intens que els que estaven a les muralles es van haver de retirar per salvar la vida cosa que van aprofitar per muntar escales.
El 27 d'octubre de 1392 Timur, a cavall, es va situar davant de la fortalesa i els defensors, veient que no podrien sostenir un setge, van demanar clemència; Timur els va maltractar i els va exigir passar a la religió musulmana sunnita, però com que els sayyids eren descendents de Mahoma finalment s'ho va repensar i es va conformar amb la submissió (i els tresors) tot i que va tractar de convèncer als sayyids de que havien d'esdevenir sunnites però sense imposar-ho. Timur va passar uns dies a la fortalesa encarregant-se de les riqueses que hi va trobar que va repartir generosament entre els amirs i notables. El setge hauria durat un mes, però en algunes fonts s'esmenta una durada més llarga, no precisada però que hauria de ser de mes de tres mesos ja que s'allarga fins al 1393 (o sigui 1392-1393)